# Fotzenkarstange
Die Fotzenkarstange ist ein Berg in den Ötztaler Alpen im österreichischen Bundesland Tirol mit einer Höhe von 3024 m ü. A. 
(auch 3021 m wird angegeben).

## Lage und Umgebung
Die Fotzenkarstange liegt 1,8 km südöstlich der Hohen Geige auf der Ostseite des Geigenkamms. Am Nordhang der Fotzenkarstange liegt der Pirchelkarferner. Nach Osten erstreckt sich zwischen dem Vorderen Ampferkogel (2909 m) und dem Legerkogel (2844 m) die Fotzenkar, die bis in das Pollestal reicht.
Der nächste Ort ist Hochsölden, das 3,3 km Ost-Süd-östlich vom Gipfel der Fotzenkarstange entfernt liegt.

## Begehung
Die Fotzenkarstange lässt sich über das Pollestal am Pollesbach – einem Zufluss der Ötztaler Ache – erreichen. Ab der Pollesalm wird der Weg in Richtung Pirchlbach verlassen und über das Pirchlkar lässt sich dann die Fotzenkarstange besteigen.
Alternativ lässt sich die Fotzenkarstange von Osten durch das Fotzenkar besteigen. Um in das Fotzenkar zu gelangen, verlässt man das Pollestal kurz vor der hinteren Pollesalm nach Westen und steigt einen markanten Grasrücken empor. Der Gipfelaufbau erfordert in beiden Fällen leichte Kletterei in brüchigem Fels.